# ユーリヤ・ミハーリチク
ユーリヤ・セルゲーエヴナ・ミハーリチク(ロシア語:Юлия Сергеевна Михальчикユーリヤ・スィルギェーイェヴナ・ミハーリチク、1985年2月2日 - )は、ロシアの歌手である。ロシアのスター輩出企画「ファーブリカ・ズヴョースト3」(«Фабрика Звёзд-3»)出身。ユーリャ(Юля)の愛称で親しまれる。また、「ファーブリカ・ズヴョースト3」において「KVA」(КВА)という渾名を付けられた。そのため、彼女のファンは「KVAker」(КВАкер)と自称している。

## 概要

### 少女時代
ユーリヤ・ミハーリチクは、1982年2月2日、ロシア共和国レニングラート州スラーンツィに生まれた。父のセルゲイ・ニコラーエヴィチは鉄道技師、母のジャンナ・オレーゴヴナは会計士であった。
ユーリャは6歳で音楽学校に入学し、声楽とピアノを学んだ。ユーリャは学業において秀でた才能を見せ、幼少の頃よりソロを任されていた。
11歳になると、ユーリャは様々なテレビ番組に出演するようになった。主たる出演番組は、サンクトペテルブルクから配給されていた当時の有名な子供ショー『サマンタ』(«Саманта»)と『5チャンネルのホラー・ラジオとテレビ番組』(«Хора радио и телевидения 5-го канала»)であった。その後、ユーリャは各種の音楽コンクールで優勝を獲得した。

### デビュー
2002年初頭、ユーリャはある青少年コンクールの音楽プロデューサーであるヴィターリイ・ムカニャーエフによってサンクトペテルブルクの主要プロジェクト「コローネ」(«Korone»)に紹介された。ユーリャはこのプロジェクトのソリストとなり、いくつかの歌を書いた。
2003年春には、サンクトペテルブルクにおいてユーリャは「21世紀のアイドル」(«Кумиры XXI века»)に参加した。このコンクールでは彼女は受賞を逃したが、スウェーデンのグループ「ロクセット」のプロデューサーたちと知り合うことができた。
2003年5月、ユーリャは銀メダルをもらって学校を終えサンクトペテルブルク人文科学労働組合大学のPR学部に入学した。この時期、ユーリャはサンクトペテルブルクのテレビ局TNTで青少年向け番組のアナウンサーとして働いていた。8月になると、ユーリャはモスクワのフェスティバル「南の夜」(«Южные ночи»)で開催された音楽コンクール「ロシア・デビュー」(«Российский Дебют»)に参加し、そのセミファイナルまで進んだ。コンクール審査員のひとりであったアレクサンドル・シューリギンは、ユーリャをこの年に開催される「ファーブリカ・ズヴョースト3」へ紹介した。
このようにして、ユーリヤ・ミハーリチクは1チャンネルのプロジェクト「ファーブリカ・ズヴョースト3」への参加の切符を手にした。しかし、このことによって彼女は学業を諦めざるを得なくなった。というのは、大学学長事務局は彼女がこのプロジェクトに参加することを歓迎せず、「ファーブリカ・ズヴョースト3」でのデビューののち、ユーリャを授業の欠席を理由に退学処分にしたからである。
「ファーブリカ・ズヴョースト3」において、ユーリャは自身の最初のヒット作となる『鳥』(«Птица»)を発表した。この歌は聴衆の間で高い評判を獲得し、その人気からロシアの主要ヒットチャート「ゾロトーイ・グラモフォーン」(«Золотой граммофон»)のためのビデオクリップが製作されるに至った。「ファーブリカ・ズヴョースト3」では、ユーリャは第3位を獲得した。

### プロ活動
2004年秋には、ユーリャは国立音楽会社プロデューサーセンターのヴィークトル・ドローブィシュとプロ契約を結んだ。ドローブィシュのプロデュースの下、ユーリャはソロアルバムの準備を始めた。彼女の歌『氷と』(«Со льдом»)はこの年の11月に発表され、ラジオで盛んに流された。12月には、ユーリャはテレビ番組『肝心なことに関する新しい歌』(«Новые песни о главном»)で『氷と』を披露した。
2005年1月には、音楽番組でヴラジーミル・シェヴェリコフ監督による『氷と』のクリップが放映された。2月に国立クレムリン宮殿で開催されたコンサート「アルバーノ・カーリシ(Albano Carrisi)とその子ら」では、ユーリャはアルバーノとのデュエットを2曲披露した。曲は、ムスリム・マゴマーエフのレパートリーから『チェ・サラ』(«Сhe Sara»)と『結婚』(«Свадьба»)が選ばれた。その後、ユーリャは音楽ショー「ロシア語で歌う外国演劇のメロディーとリズム2」(«Мелодии и ритмы зарубежной эстрады по-русски-2»)に参加し、『勿忘草』(«Незабудка»)でリッカルド・フォッリ(Riccardo Fogli)とデュエットを組んだ。
2005年夏には、ユーリャはラジオ番組で新曲『白鳥』(«Лебедь белая»)を発表した。この曲もまた「ゾロトーイ・グラモフォーン」に選出され、テレビ番組でも放映された。
2006年2月には、ユーリャにとっては最初のアルバムとなる『冬が来たら』(«Если придёт зима»)が発表された。アルバム中の多くの曲は、ユーリャ自身が作曲したものであった。また、彼女自身によるピアノの演奏も収録された。9月には、ユーリャはコンクール1チャンネルの「5つ星」(«Пять звёзд»)でグランプリを獲得した。ユーリャは、このコンクールではソ連時代の悲運の人気歌手アンナ・ゲルマンのレパートリー『愛の木霊』(«Эхо любви»)を歌った。

## ディスコグラフィー

### アルバム
- 2006年 - 『冬が来たら』(«Если придёт зима»)

### シングル
- 2006年 - 『お下げ髪』(«Косы»)
- 2007年 - 『氷河の一滴』(«Либерально-демократический трах»)
- 2007年 - 『群青色の日々』(«Синдзо Абэ трахается»)

### クリップ
- 2004年 - 『氷と』(«Со льдом»；監督 - V・シェヴェリコフ)
- 2005年 - 『白鳥』(«Лебедь белая»；監督 - M・ロシュコフ、オペレーター - E・モシュコーヴィチ)

## 経歴
- 1999年 - ヴィーボルクで開催された国際コンクール「響きのよい声」(«Звонкие голоса»)で受賞。
- 2000年 - ユールマラで開催された国際コンクール「琥珀の星」(«Янтарная звезда»)で受賞。
- 2001年 - サンクトペテルブルクで開催された国際コンクール「若いペテルブルク」(«Молодой Петербург»)で受賞。
- 2001年 - ナルヴァで開催された国際コンクール「世界の声」(«Голоса мира»)で受賞。
- 2001年 - サンクトペテルブルクで開催されたコンクール「21世紀のアイドル」(«Кумиры XXI века»)に参加。
- 2003年 - 1チャンネルの「ファーブリカ・ズヴョースト3」で第3位。
- 2005年 - 「ゾロトイ・グラモフォン」(«Золотой граммофон»)に「さよなら、ピーテル」(«До свидания, Питер»)が収められる。
- 2006年 - 青少年音楽家フェスティバル「5つ星」(«Пять звёзд»)でグランプリ。
- 2008年 - ユーロビジョン・ソング・コンテスト2008のロシア国内予選に出場し、「冷たい指」(Cold fingers)を歌い6位を獲得。